# Caecosphaeroma burgundum
Caecosphaeroma burgundum är en kräftdjursart som beskrevs av Dollfus 1898. Caecosphaeroma burgundum ingår i släktet Caecosphaeroma och familjen klotkräftor.

## Underarter
Arten delas in i följande underarter:
- C. b. burgundum
- C. b. rupisfucaldi